# Studnia i wahadło (film 1961)
Studnia i wahadło (tytuł oryg. The Pit and the Pendulum) − amerykański film grozy z 1961 roku, w reżyserii Rogera Cormana, będący adaptacją noweli Edgara Allana Poe o tym samym tytule. W filmie w rolach głównych wystąpili Vincent Price, Barbara Steele, John Kerr i Luana Anders. Premiera obrazu odbyła się 12 sierpnia 1961.

## Obsada
- Vincent Price − Nicholas Medina/Sebastian Medina
- Barbara Steele − Elizabeth Barnard Medina
- John Kerr − Francis Barnard
- Luana Anders − Catherine Medina
- Antony Carbone − dr. Charles Leon
- Patrick Westwood − Maximillian, sługa